# Zinapécuaro de Figueroa
Zinapécuaro de Figueroa es una localidad del estado mexicano de Michoacán, cabecera del municipio de Zinapécuaro.

## Toponimia
Zinapécuaro o Tzinapecuarho ‘lugar de obsidiana o lugar de curación’ es el nombre en lengua purépecha de la población.
Recibe el nombre de «Zinapécuaro de Figueroa» en honor al ilustre benefactor el señor cura Juan Bautista Figueroa, oriundo de Ciudad Guzmán, Jalisco.

## Historia
Antes de la conquista, el lugar fue sometido por el Imperio purépecha de Hirepan, Hiquíngare y finalmente Tangáxoan. Ellos construyeron un templo para adorar a la diosa Cuerauáperi, la madre creadora.
Después de la llegada de los españoles, la región fue dominada por el conquistador Luis Montañez, quien fundó el pueblo de Zinapécuaro hacia 1530. Se instaló ahí una República de indios. La evangelización la llevaron a cabo frailes franciscanos. 
Durante el desarrollo de la lucha por la independencia, en octubre de 1810, estuvieron en el pueblo de Zinapécuaro las fuerzas insurgentes encabezadas por Miguel Hidalgo y Costilla.
Después de la independencia de México, en 1831, se decretó la creación del municipio de Zinapécuaro. Posteriormente, a la cabecera municipal se le llamó «Villa de Figueroa», en memoria del cura del pueblo, Juan Bautista Figueroa.

## Ubicación y superficie
Zinapécuaro de Figueroa está ubicada en las coordenadas 19°51′39″N 100°45′18″O / 19.86083, -100.75500, a una altitud aproximada de 2259 m s. n. m. El área urbana ocupa una superficie de 7.33 km².

## Demografía
Según los datos registrados en el censo de 2020, la población era de 16 905 habitantes, lo que representa un crecimiento promedio de 0.64 % anual en el período 2010-2020 sobre la base de los 15 875 habitantes registrados en el censo anterior. Al año 2020, vivían en Zinapécuaro de Figueroa 8133 hombres y 8772 mujeres. La densidad poblacional era de 2306 hab/km².
| Gráfica de evolución demográfica de Zinapécuaro de Figueroa entre 2000 y 2020 |
|                                                                               |
| Fuente: Instituto Nacional de Estadística Geografía e Informática             |

La población de Zinapécuaro de Figueroa está mayoritariamente alfabetizada (4.15 % de personas mayores de 15 años analfabetas, según relevamiento del año 2020), con un grado de escolaridad en torno a los 8.5 años. El 93.3 % de los habitantes de Zinapécuaro de Figueroa profesa la religión católica.
En el año 2010 estaba clasificada como una localidad de grado medio de vulnerabilidad social. Según el relevamiento realizado, 6155 personas de 15 años o más no habían completado la educación básica —carencia conocida como rezago educativo—, y 7979 personas no disponían de acceso a la salud.